# George Shapiro
Pour les articles homonymes, voir Shapiro.
George Shapiro est un producteur de télévision et agent artistique américain né le 18 mai 1931 à New York (État de New York) et mort le 26 mai 2022 à Beverly Hills (Californie).
Il a principalement travaillé avec Jerry Seinfeld, Carl Reiner et Andy Kaufman.

## Filmographie

### Producteur
- 1977 : Mon « Beau » légionnaire
- 1979 : Andy's Funhouse
- 1980 : Andy Kaufman Plays Carnegie Hall
- 1980 : La Bible ne fait pas le moine
- 1981 : Lewis et Clark (1 épisode)
- 1984 : Young Hearts (téléfilm)
- 1985 : Hearts and Diamonds
- 1985 : Les Chester en Floride (Summer Rental)
- 1987 : Prof d'enfer pour un été
- 1987 : Jerry Seinfeld: Stand-Up Confidential
- 1987 : Elayne Boosler: Broadway Baby
- 1989 : Bert Rigby, You're a Fool
- 1989-1998 : Seinfeld (173 épisodes)
- 1990 : L'Amour dans de beaux draps
- 1995 : A Comedy Salute to Andy Kaufman
- 1999 : Man on the Moon
- 2003 : The Bronx Boys
- 2004 : The Seinfeld Story
- 2008 : The Adventures of Captain Cross Dresser
- 2010-2011 : The Marriage Reef (22 épisodes)
- 2011 : Colin Quinn: Long Story Short
- 2013 : The Bronx Boys Still Playing at 80
- 2016 : The Dick Van Dyke Show: Now in Living Color!
- 2017 : Jerry Before Seinfeld
- 2017 : Reclining Nude on La Cienega

### Acteur
- 1999 : Man on the Moon : M. Besserman
- 2002 : Comedian : lui-même
- 2009 : Larry et son nombril : lui-même
- 2016 : Dying Laughing : lui-même
- 2017 : If You're Not in the Obit, Eat Breakfast : lui-même
- 2017 : Jim and Andy: The Great Beyond : lui-même
- 2019 : The Bronx, USA : lui-même